# Sagaredjo (municipalité)
La municipalité de Sagarejo (en géorgien :საგარეჯოს მუნიციპალიტეტი ) est un district de la région Kakhétie, en Géorgie, dont la ville principale est Sagaredjo.

Il compte 52 200 habitants au 1er janvier 2016 selon l'Office national des statistiques de Géorgie.    